# Toppers in concert
Toppers in concert is het concert op 13 en 14 mei 2005 dat gegeven werd in de ArenA door de Toppers, René Froger, Gerard Joling en Gordon Heuckeroth. Het album heeft de status eenmaal platina en tweemaal goud.
In 2004 gaf Froger vier concerten in de ArenA, waarbij Heuckeroth en Joling te gast waren. De reacties op deze medley waren overweldigend, waardoor de drie heren aan de formatie Toppers begonnen. De avond is gevuld met zowel oude klassiekers als nieuwe hits. De Toppers drukken meteen de stempel van Glitter and Glamour op de avond en maken één groot feest.

## Tracklist

### Cd & Dvd
1. Over de Top!
2. Are You Ready For Loving Me
3. Tamla Motown Medley
4. Rock Medley
5. Can't Take My Eyes Off You
6. Walking On Sunshine
7. ABBA Medley
8. Ich Bin Wie Du
9. André Hazes Medley
10. Songfestival Medley
11. Toppers Party! (bonus track)

#### Dvd 1
1. Ouverture - Over de top!
2. Are you ready for loving me
3. Tamla motown medley
4. How come how long
5. No more bolero's
6. Rock medley
7. This is the moment
8. If you're not the one
9. Could It Be Magic/Mandy
10. Nobody else
11. Can't take my eyes off you

#### Dvd 2
1. Walking on sunhine
2. ABBA medley
3. Never nooit meer
4. Crazy way about you
5. Ich bin wie du
6. Omdat ik zo van je hou
7. This is my life
8. André Hazes medley
9. Liefde op het eerste gezicht
10. Songfestival medley
11. TOEGIFT: Toppers hitmedley

### Concert

#### Deel 1
1. Ouverture - Over De Top!
2. Are You Ready For Loving Me
3. Tamla Motown Medley: 
A. I want you back 
B. I can't help myself 
C. The same old song 
D. Reach out I'll be there 
E. My girl 
F. My guy 
G. Don't walk away Renee 
H. You can't hurry love
4. How Come How Long Rene Froger & Gordon Heukceroth
5. No More Boleros Gerard Joling
6. Rock Medley: 
A. The final countdown 
B. Cold as ice 
C. Roll over lay down 
D. The wanderer 
E. Light my fire 
F. Don't you forget about me 
G. Radar love 
H. I want you to want me
7. This Is The Moment
8. If You're Not The One Gordon Heuckeroth
9. Could it be magic / Mandy: Rene Froger & Gerard Joling
10. Nobody Else Rene Froger
11. Can't Take My Eyes Off You

#### Deel 2
1. Walking On Sunshine
2. ABBA Medley: 
A. Dancing Queen 
B. Super Trouper 
C. Gimme gimme gimme 
D. S.O.S. 
E. Voulez vous 
F. Take a chance on me 
G. Mamma mia 
H. Waterloo
3. Never Nooit Meer Gordon Heuckeroth
4. Crazy Way About You Rene Froger
5. Ich Bin Wie Du Gerard Joling & Gordon Heuckeroth
6. Omdat Ik Zo Van Je Hou Gordon Heuckeroth
7. This Is My Life Gerard Joling
8. André Hazes Medley: 
A. Wij houden van Oranje 
B. Zij gelooft in mij 
C. Kleine jongen 
D. De vlieger 
E. Het is koud zonder jou 
F. 'N beetje verliefd 
G. Bloed, zweet en tranen 
H. Geef mij je angst 
I. Volare 
J. Buona Sera 
K. Wij houden van Oranje
9. Liefde Op Het Eerste Gezicht Gerard Joling
10. Songfestival Medley: 
A. Shangri-La 
B. Dinge-dong 
C. De mallemolen 
D. Amsterdam 
E. Vrede 
F. De troubadour
11. TOEGIFT: Toppers Hitmedley: 
A. Love is in your eyes 
B. Woman, woman 
C. Just say hello 
D. Ik bel je zomaar even op 
E. Ik hou van jou 
F. Kon ik maar even bij je zijn 
G. Ticket to the tropics 
H. Zing met me mee

## Hitnotering

### Album Top 100
| Nummer | 3  | 4  | 5  | 3  | 5  | 6  | 9  | 11 | 12 | 21 | 29 | 29 | 39 | 42 | 38 | 42 | 54  | 61 | 76 | 78 |
| Week   | 21 | 22 | 23 | 24 | 25 | 26 | 27 | 28 | 29 | 30 | 31 | 32 | 33 | 34 | 35 | 36 |     | 37 | 38 | 39 |
| Nummer | 96 | 99 | 89 | 80 | 65 | 66 | 59 | 48 | 43 | 56 | 65 | 68 | 63 | 73 | 91 | 90 | uit | 72 | 29 | 27 |

### Nederlandse DVD Top 30
| Positie: | 1  | 1  | 2  | 3  | 3  | 4  | 3  | 6  | 7   | 7  | 4   | 4  | 4  | 2   | 4  | 6   | 7  | 7  | 7  | 7  |
| Week:    | 21 | 22 | 23 | 24 | 25 | 26 | 27 | 28 | 29  | 30 | 31  | 32 | 33 | 34  | 35 | 36  | 37 | 38 | 39 | 40 |
| Positie: | 7  | 8  | 9  | 8  | 10 | 6  | 1  | 1  | 2   | 4  | 2   | 3  | 3  | 4   | 3  | 2   | 2  | 3  | 3  | 4  |
| Week:    | 41 | 42 | 43 | 44 | 45 | 46 | 47 | 48 | 49  | 50 | 51  | 52 | 53 | 54  | 55 | 56  | 57 | 58 | 59 | 60 |
| Positie: | 4  | 5  | 5  | 5  | 4  | 3  | 4  | 5  | 8   | 9  | 16  | 15 | 13 | 14  | 15 | 15  | 12 | 13 | 14 | 14 |
| Week:    | 61 | 62 | 63 | 64 | 65 | 66 | 67 | 68 |     | 69 |     | 70 | 71 |     | 72 |     |    |    |    |    |
| Positie: | 19 | 19 | 20 | 22 | 24 | 22 | 24 | 26 | uit | 28 | uit | 27 | 25 | uit | 26 | uit |    |    |    |    |